# Spiracme
Genre
Spiracme est un genre d'araignées aranéomorphes de la famille des Thomisidae.

## Distribution
Les espèces de ce genre se rencontrent en Europe, en Asie et en Amérique du Nord.

## Liste des espèces
Selon World Spider Catalog (version 25.5, 03/08/2024) :
- Spiracme baltistana (Caporiacco, 1935)
- Spiracme dura (Sørensen, 1898)
- Spiracme keyserlingi (Bryant, 1930)
- Spiracme lehtineni (Fomichev, Marusik & Koponen, 2014)
- Spiracme lendli (Kulczyński, 1897)
- Spiracme nigromaculata (Keyserling, 1884)
- Spiracme quadrata (Tang & Song, 1988)
- Spiracme striatipes (L. Koch, 1870)
- Spiracme triangulosa (Emerton, 1894)
- Spiracme vachoni (Schenkel, 1963)

## Systématique et taxinomie
Ce genre a été décrit par Menge en 1876. Il est placé en synonymie avec Xysticus par Bösenberg en 1902. Il est relevé de synonymie par Breitling en 2019.

## Publication originale
- Menge, 1876 : « Preussische Spinnen. VIII. » Fortsetzung. Schriften der Naturforschenden Gesellschaft in Danzig, N. F., vol. 3, p. 423-454.